# Tabea Botthof
Tabea Botthof (* 1. Juni 2000 in Erding) ist eine deutsche Eishockeyspielerin, die derzeit bei den Mad Dogs Mannheim unter Vertrag steht. 
In der Saison 2015/2016 lief Botthof das erste Mal für den ESC Planegg auf. Im September 2017 zog sie in die Vereinigten Staaten nach Connecticut, um sich auf das Studium an einer US-amerikanischen Universität vorzubereiten. Von 2018 bis 2022 spielte sie für die Eishockeymannschaft der Yale University. Zur Saison 2022/2023 wechselte Botthof zum schwedischen SDE HF. 2023 kehrte sie in die Eishockey-Bundesliga zurück und spielt seitdem für die Mad Dogs Mannheim.
Botthof besuchte das Anne-Frank-Gymnasium in Erding. Sie absolvierte an der Yale University einen Bachelor in Psychologie und Neurowissenschaften. Im Anschluss begann sie ein Studium der Humanmedizin an der Ruprecht-Karls-Universität Heidelberg.